# Shirin Abdullaeva
Shirin Abdullaeva (em usbeque:  Shirin Abdullayeva; também conhecida como Gu Tiantian na China; 14 de dezembro de 2005 – 15 de fevereiro de 2025) foi uma cantora, atriz e modelo do Uzbequistão. Ela participou de projetos musicais e cinematográficos no Uzbequistão, China e Rússia.

## Biografia
Shirin Abdullaeva nasceu em Namangan, Uzbequistão. Na infância, se apresentava com o grupo musical Tantana. Em 2023, tornou-se estudante da Faculdade de Ciências Sociais da Universidade Tsinghua em Pequim, China.

## Carreira

### Música
Abdullaeva interpretou canções como:
| Ano  | Título   |
| ---- | -------- |
| 2020 | "Luli"   |
| 2021 | "Metro"  |
| 2024 | "Bezori" |

Ela participou de festivais musicais nacionais e internacionais. Ganhou diversos prêmios, incluindo em eventos na Espanha e Rússia.

### Cinema e televisão
Abdullaeva participou de diversas produções cinematográficas e televisivas. Alguns de seus papéis incluem:
| Ano  | Título         | Tipo        | Papel             | Observações                               |
| ---- | -------------- | ----------- | ----------------- | ----------------------------------------- |
| 2022 | Qismat bitigi  | Série de TV | Protagonista      | Produção uzbeque                          |
| 2023 | Merosxo‘r      | Filme       | Papel coadjuvante | Coprodução Uzbeque–Chinesa                |
| 2024 | Mister Nockout | Filme       | Asmira            | Filme russo dirigido por Artyom Mikhalkov |

## Prêmios
Abdullaeva recebeu diversos prêmios durante sua carreira, incluindo:
- **Prêmio Estadual Zulfiya** (2023), recebido por suas realizações nas artes, concedido pelo Presidente da República do Uzbequistão.[6][7]
- **Grande Prêmio no Festival Sea Sun** (Espanha, 2022)[8]
- **Grande Prêmio no Festival Internacional de Artes de Sochi** (Rússia, 2021)[9]
- Melhor Artista Revelação – Festival Internacional de Música de Tashkent (2023)
- Melhor Single – Prêmio da Música Uzbeque (2024) por "Bezori"
- Medalha por Mérito Artístico (2024), concedida pelo Ministério da Cultura do Uzbequistão
- Prêmio da Juventude do Uzbequistão (2022)

## Morte
Shirin faleceu em 15 de fevereiro de 2025 em Tashkent devido a encefalite. Ela tinha 19 anos.

## Fundação
Em homenagem à memória de Shirin Abdullaeva e para apoiar sua visão de intercâmbio cultural, foi criado o Fundo de Bolsas Shirin Abdullaeva na Escola de Ciências Sociais da Universidade Tsinghua. O fundo visa apoiar estudantes economicamente desfavorecidos que demonstrem excelência acadêmica e engajamento ativo no diálogo intercultural e na prática social.
O fundo foi oficialmente inaugurado em 10 de abril de 2025, durante cerimônia realizada na Universidade Tsinghua. Estiveram presentes representantes da família de Shirin, autoridades universitárias, docentes, alunos e diplomatas da Embaixada do Uzbequistão. O pai de Shirin, Bahodir Abdullaev, e sua irmã, Tojimirzaeva Gukbakhor, que idealizaram o fundo, expressaram o desejo de que a bolsa ofere